# Roberto Sosa
Roberto Sosa (Durango, 17 de abril de 1970) é um ator mexicano.

## Filmografia

### Cinema
- Cazador de Asesinos (1983)
- ¿Cómo ves? (1985)
- Barroco (1989)
- Gringo viejo (1989)
- Lola (1990)
- Latino Bar (1991)
- Cabeza de Vaca (1991)
- El Patrullero (1991)
- Ángel de fuego (1992)
- Dollar Mambo (1993)
- Lolo (1993)
- De muerte natural (1996)
- Fibra óptica (1998)
- Crónica de un desayuno (1999)
- Ciudades oscuras (2002)
- Hombre en Llamas (2004)
- Borderland (2005)
- Parada paraíso (2005)
- Entre Caníbales (2007)
- Victorio (2008)
- Enemigos Íntimos (2009)

### Teatro
- La lucha se hace (1985)
- De la calle (1987-1989)
- Enemigo de clase (1992)
- Madame Butterfly (1992)
- La noche de los asesinos (1994)
- Equus (1997)
- Trainspotting (1999)
- Pastorela de Tepotzotlán (1991-2001)
- Cáncer de olvido (2011)